# Ernie Koy
Ernest Anyz Koy (né le 17 septembre 1909 à Sealy, Texas et mort le 1er janvier 2007 à Bellville, Texas) est un joueur américain de baseball. Il a évolué au poste de voltigeur pour les Dodgers de Brooklyn (aujourd’hui Dodgers de Los Angeles) de 1938 à 1940, puis pour les Cardinals de Saint-Louis de 1940 à 1941, les Reds de Cincinnati de 1941 à 1942 et les Phils de Philadelphe en 1942.
Il s’engage dans l’US Navy en 1942 jusqu’à 1946.
Il est le père du joueur de football américain Ernie Koy Jr.

## Carrière

### Dodgers de Brooklyn
Ernie Koy fait ses débuts en ligues majeures lors du match d’ouverture de la saison, le 19 avril 1938, contre les Phillies de Philadelphie et obtient son premier coup sûr ainsi que son premier circuit lors de ce match. Lors de cette rencontre, il frappe, aisni que Heinie Mueller des Phillies de Philadelphie, son premier circuit lord de sa première présence officielle au bâton. C’est la première et jusqu’à 2016 que deux joueurs frappent leur premier circuit lors de leur première présence au bâton dans un même match. Il termine la saison avec une moyenne au bâton de ,299, 11 circuits et 76 points produits en 142 matchs. 
Le 23 juillet 1939, le lanceur des Cardinals de Saint-Louis, Bob Bowman, retire les 20 premiers frappeurs quand, dans le bas de la 7e manche, Ernie Koy frappe un simple.

### Cardinals de Saint-Louis
Le 12 juin 1940, les Cardinals de Saint-Louis reçoivent Ernie Koy ainsi que les lanceurs Carl Doyle et Sam Nahem, Bert Haas et 125 000 dollars (environ 2 800 000 dollars en 2024) de la part des Dodgers de Brooklyn contre Joe Medwick et Curt Davis.

### Reds de Cincinnati
Le 14 mai 1941, Ernie Koy est transféré aux Reds de Cincinnati.

### Phils de Philadelphie
Le 2 mai 1942, Ernie Koy est vendu aux Phils de Philadelphie.
Le 3 novembre 1942, Ernie Koy est vendu aux Louisville de l’Association américaine.